# Leichtathletik-Europameisterschaften 1962/100 m der Männer

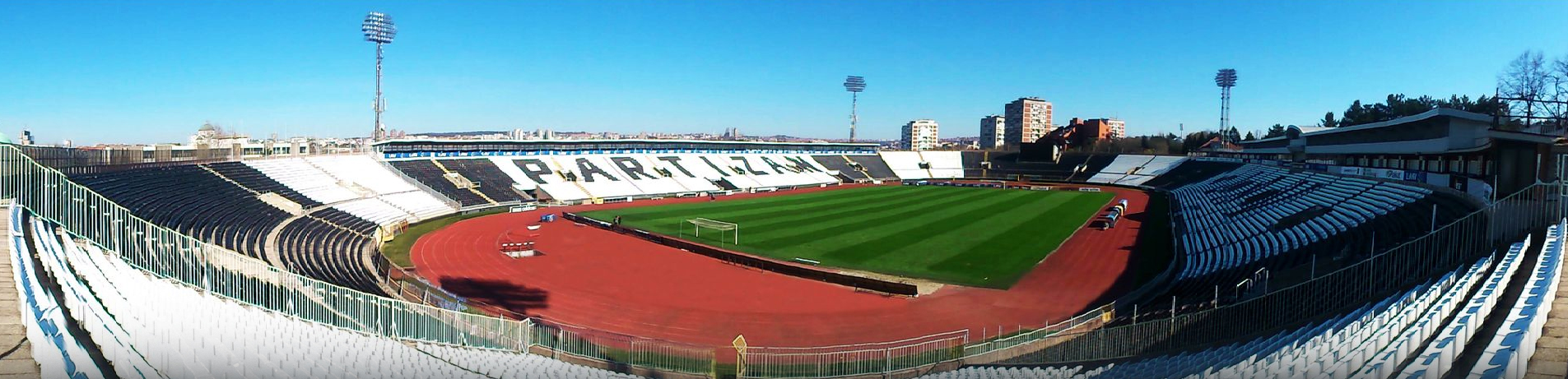
Panoramablick auf das Partizan-Stadion 2014 – 52 Jahre
nach den dortigen Europameisterschaften

Der 100-Meter-Lauf der Männer bei den Leichtathletik-Europameisterschaften 1962 wurde am 12. und 13. September 1962 im Belgrader Partizan-Stadion ausgetragen.
In diesem Wettbewerb gab es einen französischen Doppelsieg. Europameister wurde Claude Piquemal. Er gewann vor Jocelyn Delecour. Bronze ging an den deutschen Läufer Peter Gamper.

## Rekorde

### Bestehende Rekorde
| Weltrekord           | 10,0 s | Armin Hary       | Zürich, Schweiz        | 21. Juni 1960     |
| Weltrekord           | 10,0 s | Harry Jerome     | Saskatoon, Kanada      | 15. Juli 1960     |
| Europarekord         | 10,0 s | Armin Hary       | Zürich, Schweiz        | 21. Juni 1960     |
| Meisterschaftsrekord | 10,4 s | Orazio Mariani   | EM Paris, Frankreich   | 3. September 1938 |
| Meisterschaftsrekord | 10,4 s | Wil van Beveren  | EM Paris, Frankreich   | 3. September 1938 |
| Meisterschaftsrekord | 10,4 s | Jocelyn Delecour | EM Stockholm, Schweden | 19. August 1958   |
| Meisterschaftsrekord | 10,4 s | Armin Hary       | EM Stockholm, Schweden | 20. August 1958   |
| Meisterschaftsrekord | 10,4 s | Manfred Germar   | EM Stockholm, Schweden | 20. August 1958   |
| Meisterschaftsrekord | 10,4 s | Peter Radford    | EM Stockholm, Schweden | 20. August 1958   |

Anmerkung:

Die Siegerzeit des Europameisters von 1958 Armin Hary im Finale am 20. August 1958, elektronisch gestoppt mit 10,35 s, ist als Meisterschaftsrekord inoffiziell.

### Rekordverbesserungen
Offiziell galten damals die handgestoppten Zeiten. Danach wurde der mit 10,4 s bestehende EM-Rekord bei diesen Europameisterschaften von drei Läufern in vier Rennen um eine Zehntelsekunde auf 10,3 s verbessert:
- Marian Foik (Polen) – zweiter Vorlauf am 12. September bei einem Rückenwind von 0,2 m/s
- Peter Gamper (Deutschland) – dritter Vorlauf am 12. September bei Windstille
- Alfred Hebauf (Deutschland) – vierter Vorlauf am 12. September bei Windstille
- Peter Gamper (Deutschland) – zweites Halbfinale, am 12. September bei einem Rückenwind von 0,2 m/s

Bei einem Gegenwind von 0,6 m/s herrschten im Finale ungünstige Windbedingungen. So blieben die Läufer dort knapp über dem Meisterschaftsrekord.

## Vorrunde
12. September 1962, 17.25 Uhr
Die Vorrunde wurde in sechs Läufen durchgeführt. Die ersten drei Athleten pro Lauf – hellblau unterlegt – qualifizierten sich für das Halbfinale.

### Vorlauf 1
Wind: ±0,0 m/s
| Platz | Name                | Nation           | Zeit (s) |
| ----- | ------------------- | ---------------- | -------- |
| 1     | Heinz Schumann      | Deutschland      | 10,4     |
| 2     | Nikolai Politiko    | Sowjetunion      | 10,5     |
| 3     | Vilém Mandlík       | Tschechoslowakei | 10,5     |
| 4     | Jean-Louis Descloux | Schweiz          | 10,5     |
| 5     | Gyula Rábai         | Ungarn           | 10,6     |
| 6     | Eucharist Agreach   | Malta            | 11,8     |

### Vorlauf 2
Wind: +0,2 m/s
| Platz | Name            | Nation         | Zeit (s) |
| ----- | --------------- | -------------- | -------- |
| 1     | Marian Foik     | Polen          | 10,3 CR  |
| 2     | Peter Radford   | Großbritannien | 10,4     |
| 3     | Guy Lagorce     | Frankreich     | 10,6     |
| 4     | Veselin Valov   | Bulgarien      | 10,7     |
| DNS   | Sergio Ottolina | Italien        |          |

### Vorlauf 3
Wind: ±0,0 m/s
| Platz | Name            | Nation      | Zeit (s) |
| ----- | --------------- | ----------- | -------- |
| 1     | Peter Gamper    | Deutschland | 10,3 CRe |
| 2     | Jerzy Juskowiak | Polen       | 10,4     |
| 3     | Armin Tujakow   | Sowjetunion | 10,5     |
| 4     | László Mihályfi | Ungarn      | 10,6     |
| 5     | Sven Hortewall  | Schweden    | 10,6     |
| 6     | Ferruh Oygur    | Türkei      | 11,0     |

### Vorlauf 4
Wind: ±0,0 m/s
| Platz | Name              | Nation      | Zeit (s) |
| ----- | ----------------- | ----------- | -------- |
| 1     | Alfred Hebauf     | Deutschland | 10,3 CRe |
| 2     | Edvīns Ozoliņš    | Sowjetunion | 10,5     |
| 3     | Andrzej Zieliński | Polen       | 10,6     |
| 4     | Sven-Åke Lövgren  | Schweden    | 10,7     |

### Vorlauf 5
Wind: ±0,0 m/s
| Platz | Name               | Nation         | Zeit (s) |
| ----- | ------------------ | -------------- | -------- |
| 1     | Jocelyn Delecour   | Frankreich     | 10,5     |
| 2     | Mikhail Bachvarov  | Bulgarien      | 10,6     |
| 3     | Alf Meakin         | Großbritannien | 10,6     |
| 4     | Carl Fredrik Bunæs | Norwegen       | 10,7     |

### Vorlauf 6
Wind: ±0,0 m/s
| Platz | Name            | Nation         | Zeit (s) |
| ----- | --------------- | -------------- | -------- |
| 1     | Claude Piquemal | Frankreich     | 10,5     |
| 2     | Livio Berruti   | Italien        | 10,5     |
| 3     | Berwyn Jones    | Großbritannien | 10,5     |
| 4     | Owe Jonsson     | Schweden       | 10,5     |
| 5     | Csaba Csutorás  | Ungarn         | 10,6     |

## Halbfinale
12. September 1962, 10.15 Uhr
In den drei Halbfinalläufen qualifizierten sich die jeweils ersten beiden Athleten – hellblau unterlegt – für das Finale.

### Lauf 1

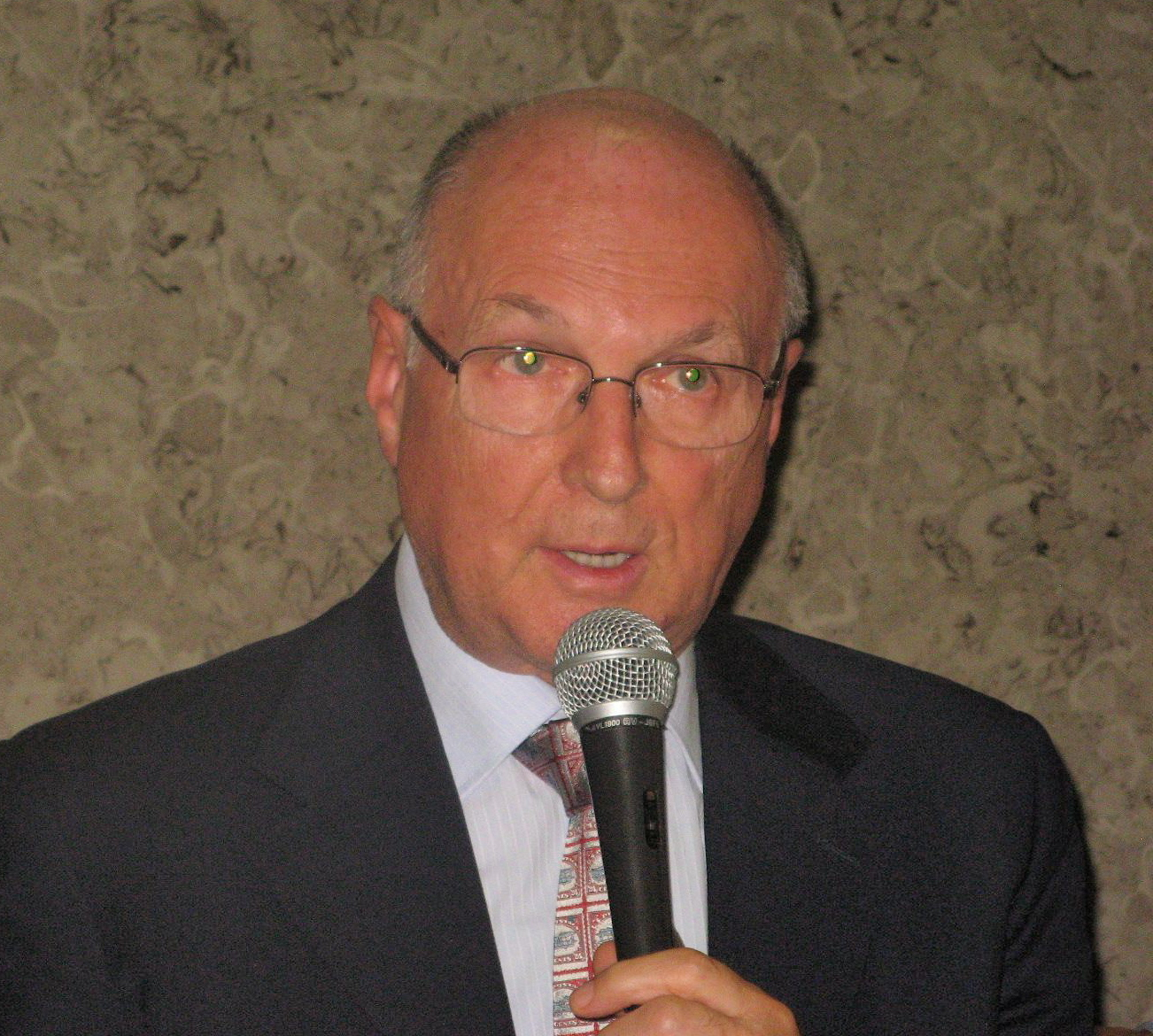
Der 200-Meter-Olympiasieger von 1960 Livio Berruti (hier im Jahr 2011) hatte nicht mehr die große Form aus dem Olympiajahr und schied im Halbfinale aus

Wind: ±0,0 m/s
| Platz | Name              | Nation         | Zeit (s) |
| ----- | ----------------- | -------------- | -------- |
| 1     | Alfred Hebauf     | Deutschland    | 10,4     |
| 2     | Claude Piquemal   | Frankreich     | 10,4     |
| 3     | Livio Berruti     | Italien        | 10,5     |
| 4     | Peter Radford     | Großbritannien | 10,5     |
| 5     | Mikhail Bachvarov | Bulgarien      | 10,5     |
| 6     | Nikolai Politiko  | Sowjetunion    | 23,4     |

### Lauf 2
Wind: +0,2 m/s
| Platz | Name              | Nation         | Zeit (s) |
| ----- | ----------------- | -------------- | -------- |
| 1     | Peter Gamper      | Deutschland    | 10,3 CRe |
| 2     | Marian Foik       | Polen          | 10,4     |
| 3     | Guy Lagorce       | Frankreich     | 10,5     |
| 4     | Andrzej Zieliński | Polen          | 10,6     |
| 5     | Armin Tujakow     | Sowjetunion    | 10,6     |
| 6     | Alf Meakin        | Großbritannien | 10,7     |

### Lauf 3
Wind: ±0,0 m/s
| Platz | Name             | Nation           | Zeit (s) |
| ----- | ---------------- | ---------------- | -------- |
| 1     | Jerzy Juskowiak  | Polen            | 10,4     |
| 2     | Jocelyn Delecour | Frankreich       | 10,4     |
| 3     | Heinz Schumann   | Deutschland      | 10,4     |
| 4     | Edvīns Ozoliņš   | Sowjetunion      | 10,5     |
| 5     | Berwyn Jones     | Großbritannien   | 10,5     |
| 6     | Vilém Mandlík    | Tschechoslowakei | 10,6     |

## Finale

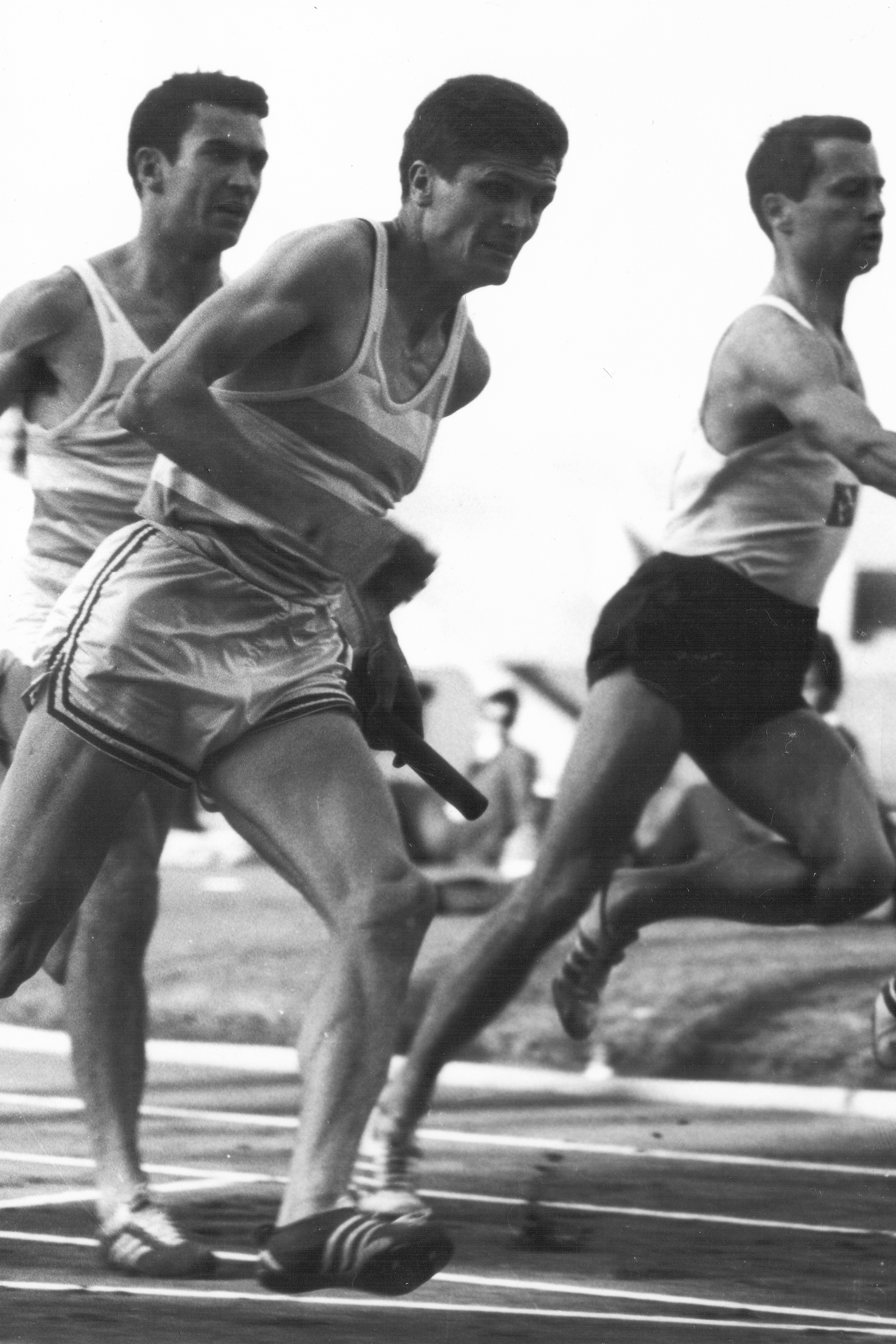
Europameister Claude Piquemal (links) und Vizeeuropameister Jocelyn Delecour (Mitte) während eines Staffelrennens
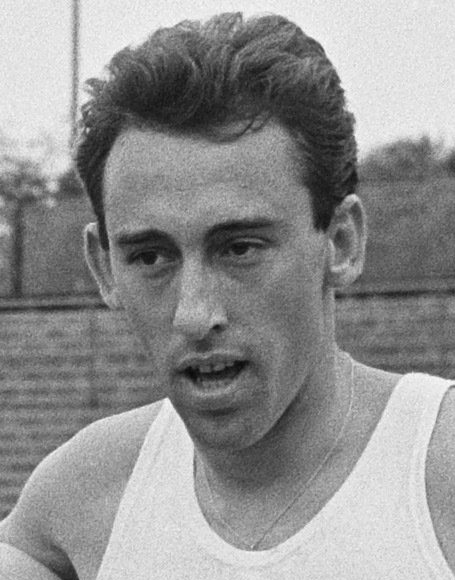
Bronzemedaillengewinner Peter Gamper

13. September 1962
Wind: −0,6 m/s
| Platz | Name             | Nation      | Zeit (s) |
| ----- | ---------------- | ----------- | -------- |
| 1     | Claude Piquemal  | Frankreich  | 10,4     |
| 2     | Jocelyn Delecour | Frankreich  | 10,4     |
| 3     | Peter Gamper     | Deutschland | 10,4     |
| 4     | Alfred Hebauf    | Deutschland | 10,4     |
| 5     | Jerzy Juskowiak  | Polen       | 10,4     |
| 6     | Marian Foik      | Polen       | 10,5     |